# Nadroga FC
Nadroga FC ist ein fidschianischer Fußballverein aus Sigatoka, einer Stadt an der Südküste der Insel Viti Levu. Das Heimstadion des Clubs ist der Lawaqa Park.

## Geschichte
Gegründet wurde der Verein 1938 im Rahmen der Gründung der Nadroga Soccer Association. Nadroga nahm erstmals 1939 am Inter-District Championship teil. Das erste Spiel gegen das Team des Nachbarortes, Nadi FC, verlor man mit 0:2. Bis 1987 spielte Nadroga FC eine kleine Rolle im fidschianische Fußball, aber seitdem gewann das Team fast jeden fidschianischen Fußballwettbewerb mindestens einmal.

## Erfolge
- NewWorld National Football League: 1

1989, 1990, 1993
- Inter-District Championship: 3

1988, 1989, 1993
- Battle of the Giants: 3

1989, 1991, 2002
- Fidschianischer Fußballpokal: 2

1993, 2001
- Champions versus Champions: 0